# Куланський сільський округ (Турара Рискулова район)
Кула́нський сільський округ (каз. Құлан ауылдық округі, рос. Куланский сельский округ) — адміністративна одиниця у складі району Турара Рискулова Жамбильської області Казахстану. Адміністративний центр — село Кулан.
Населення — 19749 осіб (2021; 15714 у 2009, 13621 у 1999, 14309 у 1989).
Станом на 1989 рік існувала Луговська сільська рада (села Лугове, Октябр-Чарва, Умбет, Шонгер).

## Склад
До складу округу входять такі населені пункти:
| Населений пункт | Старі назви  | Населення, осіб (1989) | Населення, осіб (1999) | Населення, осіб (2009) | Населення, осіб (2021) |
| --------------- | ------------ | ---------------------- | ---------------------- | ---------------------- | ---------------------- |
| Каракат, село   | Октябр-Чарва | 819                    | 779                    | 161                    | 879                    |
| Кулан, село     | Лугове       | 13261                  | 12294                  | 15380                  | 18572                  |
| Умбет, село     | -            | 43                     | -                      | -                      | -                      |
| Шенгер, село    | Шонгер       | 186                    | 548                    | 173                    | 298                    |